# Beah Richards
Beah Richards (født 12. juli 1920, død 14. september 2000) var en amerikansk skuespiller, dramatiker, digter og forfatter. Hun blev i 1968 nomineret til en Oscar for bedste kvindelige birolle for sin præstation i filmen Gæt hvem der kommer til middag.

## Filmografi (udvalg)
- 1959 - Unge længsler
- 1962 - Helen Kellers triumf
- 1967 - Lad natten komme
- 1967 - I nattens hede
- 1967 - Gæt hvem der kommer til middag
- 1970 - Det store hvide håb
- 1970-1971 - The Bill Cosby Show
- 1972 - The Biscuit Eater
- 1975 - Mahogany - Modellen
- 1979 - Roots: The Next Generations
- 1979 - Banjo the Woodpile Cat
- 1981-1984 - Benson
- 1985 - Highway to Heaven
- 1985 - Distrikt Hill Street
- 1986 - Inside Out
- 1986-1987 - Hunter
- 1987-1989 - Skønheden og udyret
- 1989 - Godt op at køre
- 1989 - Drugstore Cowboy
- 1989-1990 -  Advokaterne
- 1994-1995 - Skadestuen
- 1998 - Beloved
- 2000 - Forsvarerne